# الماگرو، سمر
الماگرو، سمر (به لاتین: Almagro, Samar) یک سکونتگاه مسکونی در فیلیپین است که در سامار واقع شده‌است.

## خصوصیات
الماگرو ۵۱٫۳۶ کیلومترمربع مساحت و ۱۱٬۰۲۴ نفر جمعیت دارد.